# آیلند، بدفوردشر
آیلند (به انگلیسی: Ireland) یک روستا در بریتانیا است که در مرکز بدفوردشر واقع شده است. این روستا در قرن ۱۶ به نام بلوند شناخته می‌شد.